# Tríplice Coroa (turfe)
Tríplice Coroa é um título oficial instituído pelas sociedades de turfe, conquistado pelos cavalos de corrida que vencerem três provas pré-determinadas, disputadas em percursos com distâncias diferentes, aos três anos de idade.
A primeira denominação Tríplice Coroa (Triple Crown, em inglês), foi utilizada na Grã-Bretanha, exclusivamente para corridas de cavalos.
Em diversos países, como a Inglaterra, Estados Unidos, Chile, Argentina, a Tríplice Coroa é disputada em hipódromos distintos e, mesmo, em estados distintos.
No Brasil há a Tríplice Coroa do Jockey Club Brasileiro, do Jockey Club de São Paulo, do Jockey Club do Rio Grande do Sul, e do Jockey Club do Paraná (que em 2013 foi vencida pelo cavalo "Maisesperto Gais").

## Vencedores da Tríplice Coroa
Ganham a tríplice coroa na Inglaterra os vencedores do Epsom Derby, do 2000 Guineas Stakes e do St Leger Stakes.

### Estados Unidos da América
Ganham a tríplice coroa nos Estados Unidos os vencedores do Kentucky Derby, do Preakness Stakes e do Belmont Stakes.
| ano  | Vencedor         | Jockey             | Treinador              | Dono             | Criador             |
| ---- | ---------------- | ------------------ | ---------------------- | ---------------- | ------------------- |
| 1919 | Sir Barton       | Johnny Loftus      | H. Guy Bedwell         | J. K. L. Ross    | John E. Madden      |
| 1930 | Gallant Fox      | Earl Sande         | Jim Fitzsimmons        | Belair Stud      | Belair Stud         |
| 1935 | Omaha            | Willie Saunders    | Jim Fitzsimmons        | Belair Stud      | Belair Stud         |
| 1937 | War Admiral      | Charley Kurtsinger | George Conway          | Samuel D. Riddle | Samuel D. Riddle    |
| 1941 | Whirlaway        | Eddie Arcaro       | Ben A. Jones           | Calumet Farm     | Calumet Farm        |
| 1943 | Count Fleet      | Johnny Longden     | Don Cameron            | Fannie Hertz     | Fannie Hertz        |
| 1946 | Assault          | Warren Mehrtens    | Max Hirsch             | King Ranch       | King Ranch          |
| 1948 | Citation         | Eddie Arcaro       | Horace A. Jones        | Calumet Farm     | Calumet Farm        |
| 1973 | Secretariat      | Ron Turcotte       | Lucien Laurin          | Meadow Stable    | Christopher Chenery |
| 1977 | Seattle Slew     | Jean Cruguet       | William H. Turner, Jr. | Mickey e Karen   | Ben S. Castleman    |
| 1978 | Affirmed         | Steve Cauthen      | Laz Barrera            | Harbor View Farm | Harbor View Farm    |
| 2015 | American Pharoah | Victor Espinoza    | Bob Baffert            | Ahmed Zayat      | Zayat Stables       |
| 2018 | Justify          | Mike E Smith       | Bob Baffert            | China Horse Club | John D. Gunther     |